# Agrias bolivianus
Agrias bolivianus är en fjärilsart som beskrevs av Boy 1927. Agrias bolivianus ingår i släktet Agrias och familjen praktfjärilar. Inga underarter finns listade i Catalogue of Life.